# Morze Chęcińskie
Morze chęcińskie – zwyczajowa nazwa niezrealizowanego zbiornika zaporowego, który miał powstać w okolicach Chęcin, w województwie świętokrzyskim. Prawdziwe Morze Chęcińskie przykrywało te tereny przed 200 mln lat i w zależności od klimatu co kilka milionów lat pojawiało się i znikało. 
Historia budowy zbiornika sięga lat 30. XX wieku, kiedy to planowano zalać obszar do 7000 ha, co czyniłoby go największym tego typu obiektem w kraju. Po pierwszej wojnie światowej Polska miała ograniczony dostęp do Morza Bałtyckiego, dlatego planowany zbiornik okrzyknięto mianem morza. 
W latach 50. XX wieku odbyły się pierwsze pomiary i badania geologiczne. Koncepcja opracowana przez PAN, obejmowała 3 tys. ha. 
W 1972 r. przystąpiono do scalania gruntów na obszarze przewidzianym pod zbiornik. Do miejscowości Mosty dostarczono faszyny służące do stawiania tam. Prac jednak nie rozpoczęto. W 1973 r. Prezydium Rządu podjęło decyzję o realizacji budowy w latach 1979–1984, jednak dopiero w 1985 r. przystąpiono do komasacji reszty gruntów. 
Po transformacji ustrojowej wiceburmistrz Chęcin, Jerzy Kasiński próbował wyjaśnić sytuację zbiornika. Ministerstwo Ochrony Środowiska nie zajęło stanowiska. 
W 1995 r. nowy plan zbiornika obejmował 1852 ha. Natomiast w 2005 r. zlecono ekspertyzę opłacalności inwestycji. Zwrócono w niej uwagę m.in. na nieodpowiednią przepuszczalność gruntów oraz zbyt małą głębokość części zalewu. 
Obecnie budowa tak dużego zbiornika nie znajduje uzasadnienia. Rozważana jest możliwość budowy mniejszego rozlewiska (ok. 800 ha) w podobnej lokalizacji.

## Cele zbiornika
- produkcja energii
- rezerwuar wody pitnej
- irygacja
- rekreacja: zalew w mniejszej wersji z 1995 r. byłby w przybliżeniu wielkości Soliny
- funkcja przeciwpowodziowa